# Susanne Buiter
Susanne Janita Henriët Buiter (* 1970 in der Provinz Drenthe) ist eine niederländische Professorin, Leiterin und Sprecherin des Helmholtz-Zentrum Potsdam – Deutsches GeoForschungsZentrum GFZ in Potsdam.

## Leben
Buiter hat von 1989 an der Universität Utrecht Geophysik studiert, was sie 1994 als Master of Science abschloss. Anschließend wurde sie im Jahr 2000 ebendort zum Ph.D. promoviert. Ihr Promotionsthema befasste sich mit der Oberflächendeformation aufgrund von Absenkungs- und Ablösungsprozessen in der Plattentektonik.

## Lehre und Forschung
Buiters hatte in den Folgejahren an verschiedenen Universitäten in Europa, Afrika und Nordamerika Postdoktorandenstellen.
Von 2010 bis 2020 war sie Dozentin an der Universität Oslo. Seit 2020 ist sie Professorin für Tektonik und Geodynamik an der RWTH Aachen.
Ihre Forschungsschwerpunkte liegen hierbei unter anderem in quantifizierbaren Untersuchungen über Deformationsprozesse der äußeren Gesteinsschichten der Erdkruste, Formation und Entwicklung von Kontinentalrändern, einhergehend mit Analyse und computergestützter Modellierung dieser Prozesse.

### Leitung des Geoforschungszentrums Potsdam
Seit 15. Mai 2022 ist sie wissenschaftliche Vorständin und Sprecherin des Helmholtz-Zentrums Potsdam – Deutsches GeoForschungsZentrum GFZ.

### Auszeichnungen (Auswahl)
- Union Service Award der European Geosciences Union (2022)
- American Geophysical Union editors’ citation for excellence in refereeing in Geochemistry, Geophysics, Geosystems (G³/G-cubed) (2017)
- Young Outstanding Scientist Award des Norwegian Research Council (2007)
- Mitglied der Academia Europaea (2024)

## Veröffentlichungen (Auswahl)
- G. Peron-Pinvidic, L. Fourel, S. J. H. Buiter: The influence of orogenic collision inheritance on rifted margin architecture: Insights from comparing numerical experiments to the mid-Norwegian margin. In: Tectonophysics. Band 828, 2022, 229273. doi:10.1016/j.tecto.2022.229273
- Wilson, R. W., Houseman, G. A., Buiter, S. J. H., McCaffrey, K. J., & Doré, A. G. (2019): Fifty years of the Wilson Cycle concept in plate tectonics: an overview. Geological Society, London, Special Publications, 470(1), 1-17.
- G. Schreurs, S. J. H. Buiter, J. Boutelier, C. Burberry, J.-P. Callot, C. Cavozzi, M. Cerca, J.-H. Chen, E. Cristallini, A. R. Cruden, L. Cruz, J.-M. Daniel, G. Da Poian, V. H. Garcia, C. J. S. Gomes, C. Grall, Y. Guillot, C. Guzmán, T. Nur Hidayah, G. Hilley, M. Klinkmüller, H. A. Koyi, C.-Yu Lu, B. Maillot, C. Meriaux, F. Nilfouroushan, C.-C. Pan, D. Pillot, R. Portillo, M. Rosenau, W. P. Schellart, R. W. Schlische, A. Take, B. Vendeville, M. Vergnaud, M. Vettori, S.-H. Wang, M. O. Withjack, D. Yagupsky, Y. Yamada: Benchmarking analogue models of brittle thrust wedges. In: Journal of Structural Geology. Band 92, 2016, S. 116–139. doi:10.1016/j.jsg.2016.03.005
- S. J. H. Buiter: A review of brittle compressional wedge models. In: Tectonophysics. Band 530–531, 2012, S. 1–17. doi:10.1016/j.tecto.2011.12.018